# 三宅インターチェンジ (奈良県)
三宅インターチェンジ（みやけインターチェンジ）は、奈良県磯城郡三宅町にある京奈和自動車道（大和御所道路）のインターチェンジである。2015年3月28日に供用が開始された。
寺川と近鉄橿原線が交差するため、付近は京奈和自動車道の大和区間では高架が最も高くなる部分である。寺川の堤防上を近鉄橿原線が越え、ちょうどその上方に京奈和道が交差し、三宅ICが本線と接続する。インターチェンジ番号は割り振られていない。

## 周辺
- 近鉄橿原線 石見駅・結崎駅
- 寺川（河川）
- 三宅町役場

## 接続する道路
- 国道24号[1]（橿原バイパス）

## 歴史
- 2015年3月28日 :  三宅IC供用開始

## 料金所
無料区間のため設置されていない。

## 隣
E24 京奈和自動車道（大和御所道路）
(8)郡山南IC - 三宅IC - 田原本IC（予定） - (9) 橿原北IC